# أبو محمد عبيد الله بن أحمد بن معروف
أبو محمد عبيد الله بن أحمد بن معروف المعروف أيضًا باسم عبيد الله بن أحمد أو ببساطة باسم ابن معروف كان قاضي القضاة ثلاث مرات في العراق للخلفاء العباسيين في عهد الأمراء البويهيين.

## الحياة
ابن معروف معتزلي وكان عضوًا بارزًا في الدائرة الثقافية المحيطة بالوزير أبي محمد الحسن المهلبي (950/1-963).
في 18 تموز 967، عُين ابن معروف قاضيًا على غرب بغداد، ومدينة المنصور، وقصور الخلافة. وكان أبو بكر أحمد بن سيار زميله في القضاء على بقية شرق بغداد باستثناء الفترة من آذار 968 إلى كانون الثاني 970، عندما تولى ابن سيار المسؤولية عن شرق بغداد بالكامل.
عُين ابن معروف قاضي قضاة للعراق في حزيران 971 وظل في المنصب حتى استقال في عام 973/4 احتجاجًا على تدخل أمراء البويهيين في إدارة العدالة. عُزل خليفته محمد بن صالح الهاشمي في أيار/حزيران 975، وأُعيد ابن معروف إلى منصب قاضي القضاة. عرض الخليفة الطائع (حكم. 974-991 م) على ابن معروف منصب الكاتب، لكن ابن معروف رفض.
طرده الحاكم البويهي عضد الدولة ونفاه إلى فارس في 23 آب 979، إلى جانب أعضاء آخرين من المؤسسة البغدادية القريبة من الخليفة. أُلغي منصب قاضي القضاة في بغداد نهائيًّا، وسُلمَت الإدارة القضائية في العراق إلى قاضي قضاة شيراز. وهكذا قُلص العراق فعليًا إلى مجرد مقاطعة منتظمة تابعة للدولة البويهية، يحكمها مركز إمبراطوري جديد، أي لم تعد العاصمة الفعلية.
ورغم أن ابن معروف أُطلق سراحه من الأسر على يد شرف الدولة خليفة عضد الدولة، في عام 983، لم يُعيَّن قاضي قضاة في بغداد حتى عودة ابن معروف في عام 987، حيث استأنف منصبه واحتفظ به حتى وفاته في 25 نيسان 991.